# 4-아미노살리실산
4-아미노살리실산(4-Aminosalicylic acid), 파라-아미노살리실산(para-aminosalicylic acid, PAS)으로도 알려져 있으며 파서(Paser) 등의 브랜드 이름으로 판매되는 이 약은 주로 결핵 치료에 사용되는 항생제이다. 특히 다른 항결핵제와 함께 활동성 다제내성 결핵 치료에 사용된다. 또한 궤양성 대장염 및 크론병과 같은 염증성 장질환 환자에게 설파살라진의 2차 약제로 사용되기도 한다. 일반적으로 경구 투여한다.
흔한 부작용으로는 메스꺼움, 복통, 설사 등이 있다. 다른 부작용으로는 간 염증과 알레르기 반응이 있을 수 있다. 말기 신장 질환 환자에게는 권장되지 않는다. 임신 중 사용 시 해로움은 나타나지 않았지만, 이 집단에서는 잘 연구되지 않았다. 4-아미노살리실산은 세균이 엽산을 만드는 능력을 차단하여 작용하는 것으로 여겨진다.
4-아미노살리실산은 1902년에 처음 합성되었으며, 1943년에 의학적으로 사용되기 시작했다. 세계보건기구 필수 의약품 목록에 등재되어 있다.

## 의료적 사용
4-아미노살리실산의 주요 사용은 결핵 감염의 치료이다.
미국에서는 4-아미노살리실산이 다른 활성 약제와 병용하여 결핵 치료에 사용하도록 허가되어 있다.
유럽 연합에서는 다른 약물과 함께 28일령부터 성인 및 어린이의 다제내성 결핵 치료에 사용되며, 질병이 내성이 있거나 부작용 때문에 이 약물 없이는 병용할 수 없는 경우에 사용된다.

### 결핵
아미노살리실산은 1944년에 임상에 도입되었다. 스트렙토마이신에 이어 결핵 치료에 효과적인 두 번째 항생제였다. PAS는 리팜피신과 피라진아미드가 도입되기 이전에 표준 결핵 치료의 일부를 구성했다.
현재 결핵 치료에 사용되는 5가지 1차 약물(이소니아지드, 리팜피신, 에탐부톨, 피라진아미드, 스트렙토마이신)보다 효능이 낮고 비용이 더 높지만, 다제내성 결핵 치료에 여전히 유용하다. PAS는 항상 다른 항결핵제와 병용하여 사용된다.
결핵 치료 시 용량은 하루 2~4회 분할 투여하며, 성인의 일반적인 용량은 하루 약 2~4그램이다. 미국에서는 야코부스 제약에서 "파서"라는 이름으로 판매되며, 지연 방출 과립 형태의 4g 포장으로 제공된다. 약은 산성 음식이나 음료(오렌지 주스, 사과 주스 또는 토마토 주스)와 함께 복용해야 한다. PAS는 한때 이소니아지드와 함께 파시나 또는 피카미산 33이라는 복합 제형으로도 이용 가능했다.
4-아미노살리실산은 1994년 6월 미국에서, 2014년 4월 유럽 연합에서 의학적 사용을 승인받았다.

### 염증성 장질환
4-아미노살리실산은 염증성 장질환(궤양성 대장염 및 크론병) 치료에도 사용되었지만, 설파살라진 및 메살라진과 같은 다른 약물로 대체되었다.

### 기타
4-아미노살리실산은 망가니즈 킬레이트 요법에 사용하기 위해 연구되었으며, 17년간의 추적 연구에 따르면 EDTA와 같은 다른 킬레이트 요법보다 우수할 수 있음을 보여준다.

## 부작용
위장관 부작용 (메스꺼움, 구토, 설사)이 흔하며, 지연 방출 제형은 이 문제를 극복하는 데 도움이 되도록 고안되었다. 또한 약물 유발성 간염의 원인이 되기도 한다. 포도당 6-인산 탈수소효소 결핍증 환자는 용혈을 유발하므로 아미노살리실산 복용을 피해야 한다. 갑상선 갑상선종도 아미노살리실산이 갑상선 호르몬 합성을 억제하기 때문에 부작용이다.
약물 상호 작용으로는 페니토인 수치 상승이 있다. 리팜피신과 함께 복용하면 리팜피신의 혈중 농도가 약 절반으로 떨어진다.
태아에게 해로운지는 알려져 있지 않다.

## 약리학
열과 함께 4-아미노살리실산은 탈카복실화되어 CO2와 3-아미노페놀을 생성한다.

### 작용 방식
4-아미노살리실산은 프로드럭으로 작용하며 디하이드로프테로에이트 합성효소(DHPS)와 디하이드로엽산 합성효소(DHFS)에 의해 엽산 경로에 통합되어 디하이드로엽산 환원효소(DHFR)의 결합 부위에서 디하이드로엽산과 경쟁하는 하이드록실 디하이드로엽산(Hydroxy-H2Pte 및 Hydroxy-H2PteGlu) 항대사 물질을 생성하는 것으로 나타났다. Hydroxy-H2PteGlu가 디하이드로엽산 환원효소에 결합하면 효소 활성이 차단된다.

### 작용 기전
일부 연구에서는 PAS의 주요 항결핵 작용이 엽산 대사의 독성을 통해 일어난다는 것을 보여주었다.

### 내성
처음에는 4-아미노살리실산의 내성이 디하이드로엽산 환원효소(DHFR)에 영향을 미치는 돌연변이에서 비롯된 것으로 생각되었다. 그러나 디하이드로엽산 합성효소(DHFS) 효소 활성에 영향을 미치는 돌연변이에 의해 발생한다는 것이 밝혀졌다. 이소류신 43, 아르기닌 49, 세린 150, 페닐알라닌 152, 글루탐산 153, 그리고 알라닌 183의 돌연변이는 디하이드로엽산 합성효소의 결합 부위에 영향을 미치는 것으로 나타났다. 이는 Hydroxy-H2Pte가 디하이드로엽산 합성효소에 결합하는 능력을 감소시켜 4-아미노살리실산이 엽산 대사를 방해하는 것을 막는다.

## 역사
4-아미노살리실산은 1902년 세이델과 비트너에 의해 처음 합성되었다. 스웨덴의 화학자 요르겐 레만이 결핵균이 살리실산을 왕성하게 대사한다는 보고를 접하고 재발견했다. 레만은 1944년 말 처음으로 PAS를 경구 결핵 치료제로 시도했다. 첫 환자는 극적으로 회복되었다. 이 약은 귀독성이 있고 결핵이 쉽게 내성을 발달시킬 수 있는 스트렙토마이신보다 더 효과적임이 입증되었다. 1948년, 영국의 의학 연구 위원회 연구원들은 스트렙토마이신과 PAS의 병용 치료가 어느 약물 단독 치료보다 우수함을 입증하고 결핵 치료의 병용 요법 원칙을 확립했다.

## 다른 이름
4-아미노살리실산은 파라-아미노살리실산, p-아미노살리실산, 4-ASA, 단순히 P 등 여러 이름으로 불린다.

## 더 읽어보기
- 《Para-aminosalicylic acid》. 《Tuberculosis》 88. March 2008. 137–138쪽. doi:10.1016/S1472-9792(08)70019-2. PMC 1822430. PMID 18486053.